# John W. Meyer
John W. Meyer (* 1935) ist ein US-amerikanischer Soziologe und emeritierter Professor des Departments of Sociology an der Stanford University.

## Leben
Er erwarb einen B.A. in Psychologie 1955 am Goshen College in Indiana, einen M.A. in Soziologie 1957 an der University of Colorado und einen Ph.D. in Soziologie 1965 an der Columbia University.

## Werk
Meyer ist der maßgebliche Entwickler der Theorie des soziologischen Neoinstitutionalismus. Diese Theorie hat ihre Ursprünge in der Organisationssoziologie, nimmt jedoch in ihrer Weiterentwicklung auch eine wichtige Rolle in den politikwissenschaftlichen Globalisierungsdiskursen ein. Sie basiert auf den soziologischen Klassikern, insbesondere auf Max Webers These der okzidentalen Rationalisierung, also einer Gesellschaftsordnung, in der eine effiziente Bürokratie für Staatsgewalt Legitimität erzeugt. Meyer bewertet jedoch die soziale Funktion der Form der Organisation, Legitimität zu erzeugen, wichtiger als ihre tatsächliche Funktion der Steigerung von Effizienz.
Aus der neoinstitutionalistischen Theorie leitete er sein Konzept der World Polity, in Deutschland oftmals auch als „Weltkultur“ bezeichnet, ab. Grundlage dafür waren empirische Studien zur weltweiten Verbreitung von Institutionen im Bildungssystem, die Meyer mittlerweile auch für andere gesellschaftliche Funktionsbereiche nachweisen konnte. Er folgerte daraus, dass es weltweit geteilte Werte westlicher Prägung gibt. Auch hier spielt die Organisation eine maßgebliche Rolle, da sie Legitimität erzeugen kann, wobei zu berücksichtigen ist, dass Meyer auch Staaten als Organisationen auffasst. Meyer sieht die Weltgesellschaft als verwirklicht an, da sein Weltgesellschaftsbegriff lediglich ein institutionalisiertes System von Regeln und Werten vorsieht. Aus der Übertragung westlicher Werte – Meyer bezeichnet diesen Vorgang als Isomorphie – ergibt sich diese Systementwicklung.  Eine Rezeption für die Internationale Erziehungswissenschaft zeigt Christel Adick. (vergleiche auch → Diffusionismus)
Meyer wird vielfach für seine Weltkulturthese kritisiert. Sie stehe zu sehr in der Tradition der empirisch vielfach nicht haltbaren Modernisierungstheorien der 1950er und 1960er Jahre. Des Weiteren überbewerte sie die Homogenität einer Gesellschaft, da in der Weltgesellschaft nicht mehr ein einheitsorientierter Gesellschaftsbegriff tragfähig sei, sondern Gesellschaft maßgeblich durch Differenz bestimmt werde.
Meyer war 2006 Niklas-Luhmann-Gastprofessor an der Fakultät für Soziologie der Universität Bielefeld, welche ihm im gleichen Jahr die Ehrendoktorwürde verlieh. Dieselbe Ehre wurde ihm ein Jahr später von der Universität Luzern zuteil.

## Publikationen
- Weltkultur. Wie die westlichen Prinzipien die Welt durchdringen. Suhrkamp Verlag 2005, ISBN 3-518-41651-0.
- Institutional environments and organizations: structural complexity and individualism. Thousand Oaks, Calif.: Sage Publications, 1994, ISBN 0-8039-5667-3.
- Organizational environments: ritual and rationality. Newbury Park, Calif.: Sage Publications, 1992, ISBN 0-8039-4469-1.